# Lago Winnipegosis
Il lago Winnipegosis 52°30′N 100°00′W, è un grande lago (5.370 km²) delle regioni centrali della provincia canadese del Manitoba, circa 300 km a nord-ovest di Winnipeg. È l'undicesimo lago canadese per dimensione. Altro nome dato al lago, anche se decaduto e usato più per il passato, è "lago Winipigoos".
Il lago ha una forma allungata e da nord a sud misura 195 chilometri. È il secondo più grande dei tre grandi laghi del centro del Manitoba; gli altri due sono il lago Winnipeg (il maggiore), e il lago Manitoba. I tre laghi sono nell'area del preistorico lago Agassiz.
Il bacino idrografico del Winnipegosis si estende su circa 49.825 km², tra Manitoba e Saskatchewan. Tra gli principali vi sono il Red Deer, il fiume Woody, lo Swan, il Mossy River che vi apporta le acque del lago Dauphin. Il lago defluisce attraverso il fiume Water Hen nel Lago Manitoba, che diviene a sua volta parte del lago Winnipeg, del fiume Nelson, e infine del bacino idrografico della baia di Hudson.
Il nome del lago deriva da quello del lago di Winnipeg, con un suffisso diminutivo. Winnipeg significa grandi acque fangose e Winnipegosis significa piccole acque fangose.
Sul lago si sviluppa una pesca di tipo commerciale ed è punto di passaggio per gli uccelli migratori.
Le comunità del lago includono Camperville e Winnipegosis. Winnipegosis è un villaggio a sud del lago con una popolazione è di circa 700 abitanti.